# Monasterio Namgyal

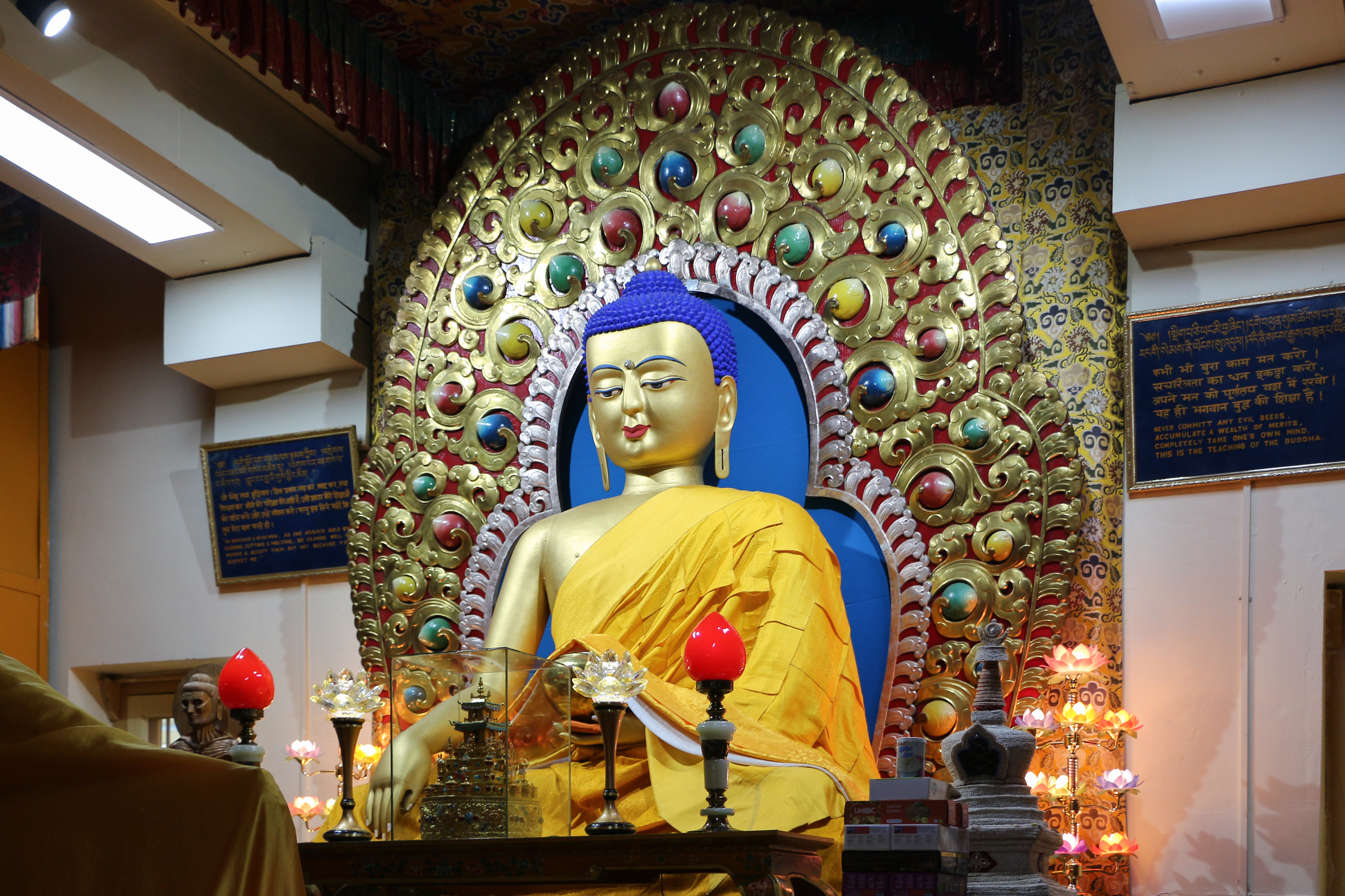
Estatua de Buda en el Monasterio Namgyal

Monasterio Namgyal (en tibetano: རྣམ་རྒྱལ།, wylie: rnam rgyal) también conocido como "Templo del Dalai Lama", se encuentra actualmente en Mcleod Ganj, Dharamsala, India. Es el monasterio personal del XIV Dalai Lama. Otro nombre para este complejo de templos es Namgyal Tantric College.
El papel clave de este monasterio es ayudar con los rituales que involucran al Dalai Lama del Tíbet . Según se informa, sus principales prácticas tántricas incluyen las de Kalachakra, Yamantaka, Chakrasamvara, Guhyasamaja y Vajrakilaya .

## Primeros años
Fundado en 1564 o 1565 como Phende Lekshe Ling (sobre los cimientos del ya desaparecido monasterio llamado Phende Gon ) por el segundo Dalai Lam Gendun Gyatso, el Monasterio Namgyal fue renombrado en honor a la deidad femenina de larga vida Namgyälma en 1571.
Desde la finalización de la construcción del Palacio Potala (iniciada por el Quinto Dalai Lama ), Namgyal se ha alojado tradicionalmente en la sección roja en la parte superior de ese edificio en Lhasa .

## Desde 1959
Tras el levantamiento tibetano de 1959, el monasterio Namgyal se trasladó a Dharamshala, India, donde continúa activo hasta el día de hoy. Según el sitio web de Namgyal, Namgyal (Dharamshala) tiene "casi 200" monjes (frente a los 55 de 1959), que representan los cuatro principales linajes monásticos tibetanos.
En 1992, siguiendo el consejo del actual Dalai Lama, Namgyal estableció una sucursal estadounidense en Ithaca, Nueva York, incluyendo dentro de ella el Instituto de Estudios Budistas del Monasterio Namgyal . El 8 de febrero de 1996, los monjes del Instituto de Estudios Budistas del Monasterio de Namgyal ofrecieron su primera "Bendición del ciberespacio" como parte del evento "Veinticuatro horas en el ciberespacio".
En 1998, Namgyal incorporó un monasterio tibetano en Bodhgaya, India, llamado Gendhen Phelgyeling . Ese monasterio ahora se conoce como Namgyal (Bodhgaya) y tiene 45 monjes.
Namgyal (Dharamsala) también administra un templo en Kushinagar (desde 1967) y un hogar de ancianos en Simla (desde 1992).
No está claro si la República Popular China ha mantenido una institución con el mismo nombre dentro del Tíbet.[cita requerida]